# Tribute to Rezystencja
Tribute to Rezystencja – tribute album nagrany przez różnych wykonawców zawierający covery grupy Rezystencja grającej muzykę z gatunku Oi!. Album został wydany przez wytwórnię Olifant Records w 2008 r. Dostępny był na płycie CD, na której znalazło się 17 utworów nagranych przez siedemnaście zespołów reprezentujących takie style muzyczne jak punk rock, oi! oraz ska. Wytwórnia muzyczna podaje na swojej stronie internetowej, że w marcu 2024 r. nakład płyty został wyczerpany. Numer matrix płyty to „8727 ALT1458/TRIBUTE TO REZYSTENCJA”. Całość trwa 51 minut i 48 sekund (51:39). Na okładce widnieją napisy: „Tribute to: Rezystencja - Głos pokoleń i duma z pochodzenia!” lub w innej wersji „Tribute to: Rezystencja - To głos pokoleń i duma z pochodzenia!”. Numer katalogowy produktu to: OR 032 CD.

## Utwory
| Lp | Wykonawca      | Tytuł                     | Czas |
| -- | -------------- | ------------------------- | ---- |
| 1  | All Bandits    | My Jesteśmy Skinheads     | 3:13 |
| 2  | Komando Bimber | Nic Nie Zatrzyma Nas      | 4:01 |
| 3  | C.S.           | Wściekłe Psy              | 2:41 |
| 4  | Duma 84        | Rezystencja               | 3:18 |
| 5  | The Sandals    | Błędne Koło               | 3:11 |
| 6  | Skunx          | Duma                      | 2:11 |
| 7  | I.V.C.         | Fanatycy                  | 2:33 |
| 8  | Contra Boys    | Bananowy Song             | 2:11 |
| 9  | Faul           | System                    | 3:25 |
| 10 | Lumpex 75      | Zabij Ich                 | 2:39 |
| 11 | Horytnica      | Przeżyjemy                | 3:52 |
| 12 | Prawy Prosty   | Pornografia Śmierci       | 2:47 |
| 13 | Dewastators    | Kałasznikow               | 4:57 |
| 14 | Flat Caps      | Rewolty Czas              | 3:12 |
| 15 | WKG            | Nasza Muzyka              | 2:41 |
| 16 | Ziggie Piggie  | Napiętnowani Wściekłością | 1:55 |
| 17 | Sarri Ska Band | Chłopak Na Opak           | 2:52 |